# Wachstumsschmerzen
Als Wachstumsschmerzen werden bei Kindern meist nächtlich auftretende und kurzzeitig anhaltende Schmerzen bezeichnet, die vorwiegend in den Beinen lokalisiert werden und von selbst wieder aufhören. Erkrankungen des Bewegungsapparates (des muskuloskelettalen Systems) müssen ausgeschlossen werden. Die Ursache der Schmerzen ist unbekannt, normales Wachstum verursacht jedoch keine Schmerzen.

## Epidemiologie
Aufgrund einer fehlenden allgemein akzeptierten Definition des Syndroms unterscheiden sich die Angaben zum Vorkommen der Krankheit je nach Studie stark. Es werden Häufigkeiten von 4 bis 37 % der jeweils untersuchten Population angegeben. Mädchen scheinen etwas häufiger betroffen zu sein als Jungen.

## Ursache
Die Ursache des Phänomens ist nicht geklärt. Es wurden mehrere unterschiedliche Hypothesen zur Ursache der Schmerzen vorgeschlagen. Angenommen wurden und werden Fehlhaltungen, Hypermobilität und verstärkte Beanspruchung des Bewegungsapparates, Durchblutungsstörungen, ein Zusammenhang mit dem Restless-Legs-Syndrom in einem Teil der Fälle, eine verstärkte Ermüdbarkeit (Fatigue) sowie psychosoziale Störungen. In statistischen Untersuchungen zeigte sich bei den beobachteten Kindern in etwa einem Drittel der Fälle ein Zusammenhang (Korrelation) mit Kopf- und Bauchschmerzen.

## Krankheitsbild
Trotz einer fehlenden Definition des Syndroms mit der hieraus sich ergebenden Folge, dass in Studien zu „Wachstumsschmerzen“ je nach verwendeter Definition unterschiedliche Populationen untersucht werden, sind in der medizinischen Literatur folgende Charakteristika angegeben: Die Schmerzen treten vorwiegend beidseitig in den Beinen auf und werden in der Tiefe der Oberschenkel lokalisiert. Gelegentlich werden auch in den Armen Schmerzen angegeben. Meist treten die Schmerzen nachts plötzlich auf und wecken das Kind aus dem Schlaf, lassen aber spontan wieder nach. Massage, Wärme, sowie beruhigende Zuwendung werden von den Kindern als erleichternd empfunden. Während und auch nach dem Auftreten der Schmerzen zeigen sich bei körperlichen Untersuchungen keine Auffälligkeiten. Die Kinder behalten ihre normale Aktivität bei und bieten keine Hinweise für ein krankhaftes Geschehen am Bewegungsapparat. In einem Teil der Fälle finden sich zusätzlich Kopf- und Bauchschmerzen. Die Beschwerden können über mehrere Jahre bestehen bleiben.

## Diagnose
Die Diagnose von „Wachstumsschmerzen“ ist eine Ausschlussdiagnose. Erkrankungen des muskuloskelettalen Systems, die ebenfalls Schmerzen verursachen können, müssen ausgeschlossen werden, bevor von „Wachstumsschmerzen“ gesprochen werden darf. Als behandelbare Ursachen kommen Verletzungen, Tumoren, Infektionen, rheumatologische Erkrankungen, Osteoidosteome und viele weitere Krankheiten in Frage. Der Ausschluss dieser Krankheiten erfolgt über die Bewertung des Krankheitsbildes sowie gegebenenfalls mithilfe zusätzlicher diagnostischer Prozeduren wie Blutuntersuchungen und Röntgenaufnahmen.

## Behandlung
Die Aufklärung der Eltern und des Kindes über die gute Prognose der Schmerzen ist die wichtigste Maßnahme nach erfolgter Diagnose. Zur Behandlung der Schmerzanfälle werden Massagen, Wärme und gegebenenfalls Schmerzmittel wie Ibuprofen oder Paracetamol empfohlen. Diese sollen jedoch nicht über längere Zeit eingenommen werden.